# Sceau dauphin
Pour les articles homonymes, voir Dauphin (homonymie).
 (juillet 2016).
Si vous disposez d'ouvrages ou d'articles de référence ou si vous connaissez des sites web de qualité traitant du thème abordé ici, merci de compléter l'article en donnant les références utiles à sa vérifiabilité et en les liant à la section « Notes et références ».

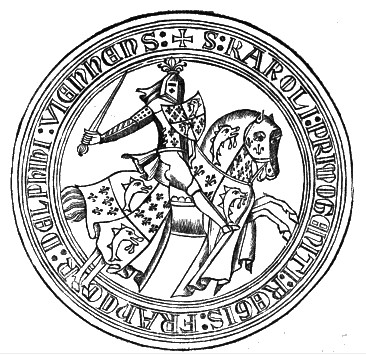
Le sceau delphinal de Charles de France, futur roi Charles V, alors duc de Normandie, premier des dauphins de Viennois de la maison de France.

En France, du transport du Dauphiné, en 1349, à la fin de l'Ancien Régime, le sceau delphinal, sceau dauphin ou dauphin était un sceau utilisé pour sceller les lettres patentes expédiées en Dauphiné.
La sceau delphinal était un grand sceau : il était conservé par le chancelier ou le garde des sceaux.
Le sceau delphinal était un sceau équestre : le roi y était représenté à cheval et armé, ayant un écu pendu à son cou, dans lequel étaient empreintes les armes écartelées de la France et du Dauphiné, le tout dans un champ semé de fleurs de lys et de dauphins.
Le sceau dauphin était un sceau à contre-sceau : dans celui-ci étaient empreintes les armes de France et du Dauphiné, tenues par un ange.
Les lettres patentes qui étaient expédiées en Dauphiné devaient être scellées du sceau delphinal. À défaut d'un tel scellement, elles n'étaient pas exécutoires dans la province. Il s'agissait d'un privilège exclusif dont les autres provinces du royaume étaient dépourvues.